# Sava II de Montenegro
Sava II Petrović-Njegoš (em sérvio: Сава II Петровић-Његош; romaniz.: Sava II Petrović-Njegoš; Njeguši, 18 de janeiro de 1702 – Podmaine, 9 de março de 1782), também conhecido pelo patronímico de Sava Petrović, foi o Príncipe-bispo de Montenegro, juntamente com seu primo Basílio III, de 1735 até 1766, e sozinho de 1766 até sua morte em 1782.
Sava foi uma figura menos memorável na história montenegrina, tendo reinado durante um período de constantes e amargas rivalidades tribais e lutas pelo poder na liderança tribal.
Ele era um homem contemplativo e não tão enérgico quanto seu antecessor, e procurou cultivar boas relações tanto com a República de Veneza quanto com o Império Russo. Era aliado da imperatriz Isabel da Rússia e apresentava-se na corte russa como "Bispo metropolitano da Sérvia, Terra Marítima e Montenegro".